# أدوار مولر

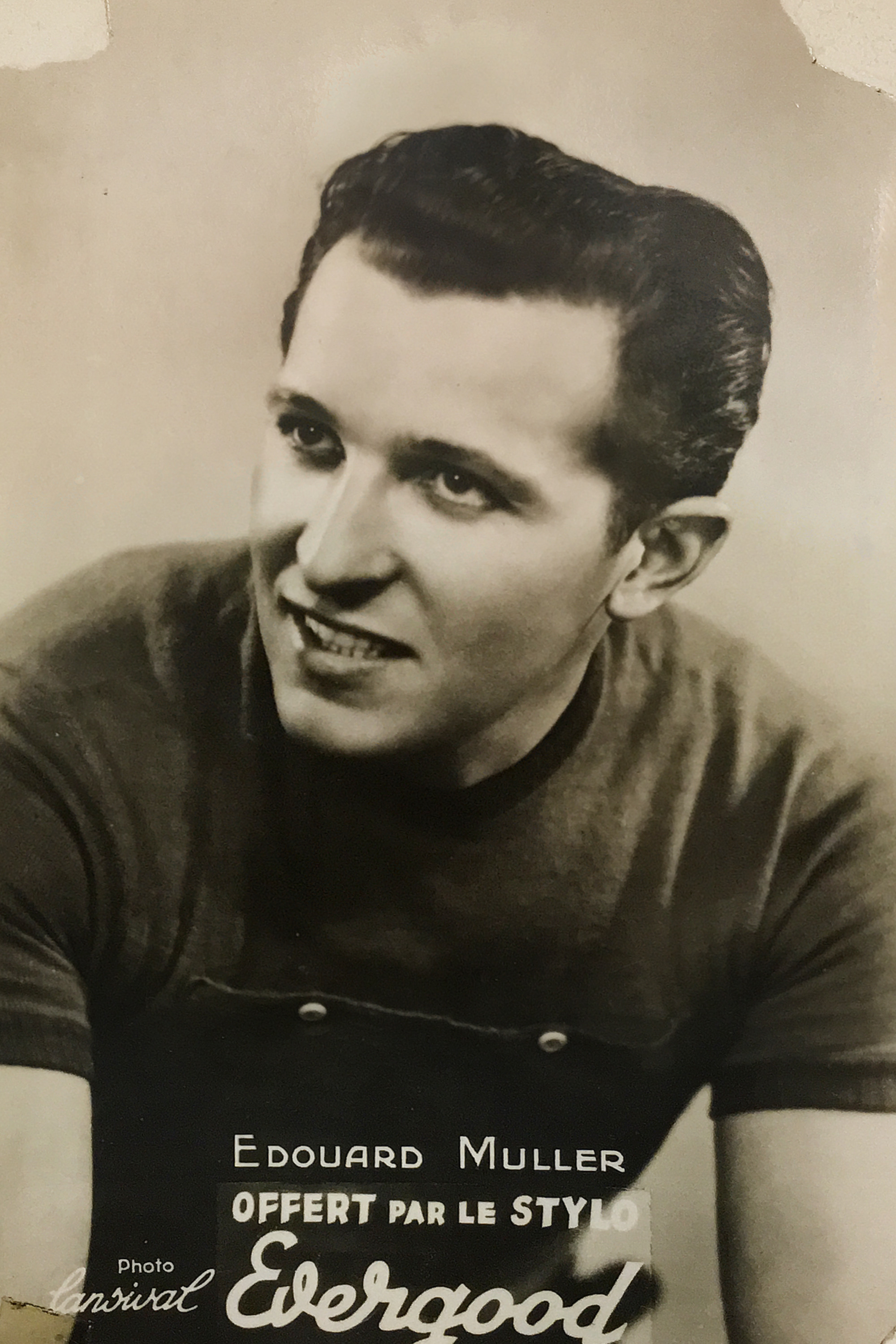
أدوار مولر

أدوار مولر (فرانسوی: Édouard Muller‎; ۸ ژوئن ۱۹۱۹ – ۲۸ مهٔ ۱۹۹۷) دوچرخه‌سوار اهل فرانسه بود.